# Corlay
Corlay (bretonska: Korle) är en kommun i departementet Côtes-d'Armor i regionen Bretagne i nordvästra Frankrike. Kommunen ligger i kantonen Corlay som tillhör arrondissementet Saint-Brieuc. År 2022 hade Corlay 913 invånare.

## Befolkningsutveckling
Antalet invånare i kommunen Corlay
Referens:INSEE